# Legal.Report
Legal.Report — правовой интернет-ресурс.

## История
Legal.Report начал свою работу в феврале 2016 года. Это событие широко освещалось в деловых СМИ . Непосредственное руководство изданием на момент его становления осуществлял один из собственников — Андрей Реут, который имел за спиной богатый опыт руководства журналистскими коллективами. Ранее Реут был заместителем главного редактора газеты «Известия», главным редактором «РБК ТВ», входил в Кремлёвский пул журналистов (также известен как «Президентский пул»).
С самого начала деятельности Legal.Report специализируется на резонансных журналистских расследованиях и эксклюзивной информации по уголовным делам, нередко одним из первых сообщает читателям о задержаниях топ-менеджеров крупных компаний. На материалы Legal.Report периодически ссылаются ведущие федеральные СМИ .
В 2021 году, согласно статистике Яндекс.Метрика, количество ежемесячных просмотров Legal.Report доходило до 2 000 000 человек. Количество подписчиков в социальных сетях — более 30 000 человек. Статьи и заметки Legal.Report регулярно цитируются на сайте Верховного cуда РФ в тематическом разделе «Обзоры материалов СМИ» и паблике Московского городского суда в социальной сети ВКонтакте.
31 декабря 2020 года председатель Верховного cуда РФ В. М. Лебедев поздравил коллектив издания и лично его владельца Олега Жукова с Новым годом и пожелал успехов в работе.

## Об издании
Legal.Report был учрежден совместно двумя издателями — Олегом Жуковым и Андреем Реутом. По оценкам аудиторов, в проект на первом этапе инвестировано более 300 000 долларов США. Общая сумма инвестиций за пять лет составила 800 000 долларов США. Согласно данным специалистов Российского общества оценщиков, на конец 2019 года доли собственников Legal.Report составляли 1,2 млн евро. При этом отмечается, что рынок стоимости СМИ в России не сформирован, средства массовой информации в значительной степени являются инструментом влияния, в связи с чем с трудом поддаются оценке в денежном эквиваленте.
Читатели Legal.Report — большую часть аудитории составляют представители юридического сообщества — обращают внимание на то, что издание регулярно публикует инсайдерскую информацию, которая позволяет юристам выстраивать грамотную стратегию работы.
Финансирование проекта собственными денежными средствами издателей позволяет Legal.Report быть полностью независимым при выборе тем и подготовке материалов. По словам журналистов издания, категорически запрещены только скрытые рекламные материалы. Так, за публикацию скрытой рекламы адвоката был уволен один из главных редакторов L.R.
Legal.Report активно поддерживает выставочную деятельность в музеях в качестве информационного спонсора и организатора. Так, в 2017 году в Государственном музее архитектуры им. Щусева (Москва) была проведена выставка работ известного итальянского папарацци Марчелло Джепетти. В 2018 году в Государственном музейно-выставочном центре РОСФОТО (Санкт-Петербург) организована выставка работ другого известного фотографа — Владимира Сычева. Ведущим на открытии выставки в Санкт-Петербурге был известный журналист Леонид Парфенов.

## Судебные дела
За пять лет деятельности Legal.Report к изданию было подано 7 судебных исков. Все они касались защиты чести и достоинства. Суд удовлетворил один иск и взыскал с издания причиненный моральный ущерб истцу Томбулову Г. К., ранее занимавшему должность Раменского городского прокурора и замруководителя СО по г. Люберцы ГСУ СКР по Московской области. В 2018 году Томбулов был арестован по уголовному делу о взятночничестве и мошенничестве, и вся инсайдерская информация, опубликованная в издании, полностью подтвердилась.

## Авторы статей
В Legal.Report регулярно публикуют свои авторские материалы. именитые юристы, судьи Конституционного Суда РФ, ученые-правоведы. Среди них — Владимир Томсинов, доктор юридических наук, заведующий кафедрой истории государства и права юридического факультета МГУ им. Ломоносова. Дмитрий Малешин, доктор юридических наук, профессор МГУ им. Ломоносова. Александр Верещагин, доктор права (Университет Эссекса), генеральный директор ООО «Институт прецедента» и др.

## Скандалы
В 2021 году Legal.Report опубликовал серию материалов, посвященных громкому скандалу вокруг известной столичной клиники «Медицина 24/7», он был связан с гибелью нескольких пациентов. Эти журналистские расследования имели весьма широкий резонанс. После обнародования их результатов в ряде интернет-СМИ появились публикации с нападками на учредителя и издателя Legal.Report Олега Жукова, имеющие признаки организованной PR-кампании. В этих материалах Жукова называли «известным решальщиком», якобы инициировавшим «дело врачей» в собственных корыстных целях с помощью связей в руководстве Следственного комитета РФ, а также в Арбитражном суде города Москвы.
Авторы публикаций также приписывали издателю Legal.Report отношение и к «череде скандалов и незаконно возбужденных уголовных дел против региональных сетевых и сбытовых компаний» — L.R действительно неоднократно публиковал эксклюзивную информацию по уголовным делам в энергетической отрасли.